# Daniel Stojanow
Daniel Stoyanov, bulgarisch Даниел Стоянов, (* in Sofia, Bulgarien) ist ein bulgarisch-deutscher Popsänger und Songwriter. Er war Mitglied des Duos Malky und wirkte als Musiker und Songwriter für verschiedene Bands, u. a. Peter Fox, Seeed, Solomun und Casper. Seit 2021 ist er unter dem Pseudonym “Bulgarian Cartrader” als Sänger und Produzent aktiv.

## Leben
Die ersten vier Lebensjahre verbrachte Stoyanov in seiner Geburtsstadt Sofia, bevor die Familie nach Deutschland übersiedelte.
2011 gründete er mit Michael Wajna die Band Malky, mit der er eine EP (2013) und zwei Alben (2014 und 2016) veröffentlicht hat.
Seit 2018 tritt er auch als Salsa 359 auf und wirkte bei den Songs Go Pro (Marsimoto) und Love & Courvoisier (Seeed) als Gastsänger mit. Er wirkte zusätzlich als Co-writer bei Seeed und schrieb unter anderem an der zweiten Singleauskopplung „Lass sie gehn“ des letzten Seeed-Albums „Bam Bam“ mit. Im Herbst 2019 tourte er mit Seeed auf deren Bam-Bam-Hallentournée als Hintergrundsänger durch Deutschland, Österreich, die Schweiz und Luxemburg.